# Prostemmiulus gracilipes
Prostemmiulus gracilipes är en mångfotingart som beskrevs av Loomis 1941. Prostemmiulus gracilipes ingår i släktet Prostemmiulus och familjen Stemmiulidae. Inga underarter finns listade i Catalogue of Life.